# 101. bosansko brodska brigada HVO
101. bosansko brodska brigada HVO je bila brigada Hrvatskog vijeća obrane tijekom rata u Bosni i Hercegovini. Sjedište je bilo u Bosanskom Brodu. Osnovana je 3. ožujka 1992. godine.